# Amauropelta supranitens
Amauropelta supranitens là một loài thực vật có mạch trong họ Thelypteridaceae. Loài này được (H. Christ) Á. Löve & D. Löve mô tả khoa học đầu tiên năm 1977.